# Béla Balogh
Dans le nom hongrois Balogh Béla, le nom de famille précède le prénom, mais cet article utilise l’ordre habituel en français Béla Balogh, où le prénom précède le nom.
Pour les articles homonymes, voir Balogh.
Béla Balogh, né le 1er janvier 1885 à Székesfehérvár et mort le 30 mars 1945 à Budapest, est un réalisateur hongrois qui connut une carrière cinématographique à l’époque du cinéma muet et du cinéma parlant.

## Parcours
Béla Balogh est né au sein d’une famille de gens du théâtre. Son grand-père, István Balogh, était dramaturge, sa tante et son oncle étaient acteurs et son père fut un chef d’orchestre.
En 1904, il a commencé comme chanteur romantique et metteur en scène dans une petite troupe, Népligeti Színkör, qui donnait des représentations sur le parc central Népliget de Budapest.
En 1915, il épouse l’actrice Margit Kornai (Maria Kronémer), la mère de l’écrivaine Mária Szepes.
Après un an de service durant la Première Guerre mondiale, il réussit à simuler une névrose, et, après avoir été déclaré invalide par les examens médicaux de l’armée, il est réformé et libéré.

## Au cinéma
En 1915, il crée la compagnie Balogh et Mogán. En 1916-1918 il devient le réalisateur des films Astra, puis en 1919 des films Star.
Après la Grande Guerre, il joue à l’Orfeum Royal et au palais de Crystal. Plus tard, il est huissier de l’Opéra national de Hongrie.
Entre 1915 et 1922, il est acteur dans quelques films muets  tels que Ágyú és harang (1915), Lotti ezredesei (1916), Elnémult harangok (1916), Az elítélt (1916), Elnémult harangok (1922). Entre 1920 et 1924, il est directeur principal des films Star. Il scénarise plusieurs films tels que  A Pál-utcai fiúk (1924), Jahrmarkt des Lebens (1928). En 1927, il travaille à Berlin. Il revient en Hongrie, mais pour des raisons financières, il retourne à Berlin avec sa famille entre 1931-1933.
À partir de 1935, il commence à diriger à nouveau, produisant ses films les plus célèbres, comme Pergötüzben! (1937), 300.000 pengö az utcán (1937), Garszonlakás kiadó (1940), Ne kérdezd ki voltam (1941). En 1941, il crée sa propre société de production cinématographique. Il se spécialise dans le genre lyrique et sentimental. Il dirige un temps une école de cinéma. En 1943, il écrit, produit et réalise le film Ópiumkeringö (Trafic d’opium). En raison de la guerre, la société Balogh est liquidée.
En 1945, lors de la Libération du pays, Béla Balogh, gravement malade, meurt à l’hôpital de Szentendre. Durant sa carrière, il réalise près de 70 films.

## Filmographie
- 1917 – Az obsitos
- 1919 – Tilos a csók
- 1923 – A lélek órása
- 1923 – Fehér galambok fekete városban
- 1924 – Aranymadár
- 1936 – Havi 200 fix
- 1936 – A megfagyott gyermek (Tomi)
- 1937 – Úrilány szobát keres
- 1939 – Pénz áll a házhoz
- 1940 – Rózsafabot
- 1943 – Ópiumkeringő